# 주메이라 그룹
주메이라 그룹(Jumeirah Group, 줄여서 주메이라, 옛이름은 주메이라 인터내셔널 그룹)은 두바이 홀딩스의 초고급 호텔 체인 부문이다. 주메이라 지역 이름을 따서 이름이 지어졌다.
두바이 홀딩스는 두바이 정부가 소유하고 있다.
주메이라의 포트폴리오는 세계적으로 유명한 호텔인 버즈 알 아랍 세계에서 3번째로 높은 호텔인 주메이라 에미리트 타워즈 호텔 등을 포함한다. 와일드 와디 워터 파크를 운영하고 있으며 에미리트 아카데미 오브 호스피탈리티 매니지먼트와 주메이라 호스피탈리티도 운영하고 있다.
주메이라의 호텔들은 주로 두바이에 위치하고 있는데, 주메이라 그룹은 해외로 그 영역을 넓혀가고 있다. 2007년 2월 영국에 2개의 프로퍼티와 해외에 1개의 프로퍼티를 소유하고 있다. 버뮤다, 중국, 요르단, 카타르, 타이, 영국 등에서 호텔을 개발하고 있다.
시리우스(Sirius)는 주메이라 그룹의 단골 보상 프로그램(rewards programme) 이름이다.

## 현재 소유 호텔
- 아랍 에미리트
  - 두바이
    - 부르즈 알 아랍
    - 주메이라 비치 호텔
    - 주메이라 에미리트 타워즈 호텔
    - 메디낫 주메이라, "주메이라 시"라는 뜻. 3개의 호텔, 레스토랑, 위락 시설 등을포함한 레저 콤플렉스다.
      - 알 카스르
      - 다르 알 마샤프
      - 미나 아살람

    - 주메이라 비치 클럽 리조트 & 스파, 현재 리노베이션 중.
- 영국
  - 런던
    - 주메이라 칼튼 타워
    - 주메이라 로운더스 호텔
- 미국
  - 뉴욕
    - 주메이라 에식스 하우스

## 현재 개발 중 자산
- 버뮤다
  - 주메이라 사우스랜드 리조트
- 중국
  - 상하이
    - 한탕 주메이라 상하이
- 요르단
  - 아카바
    - 사라야 아카바에 5성급 호텔
- 타이
  - 푸켓
    - 주메이라 푸켓 프라이빗 아일런드 리조트
- 카타르
  - 도하
    - 주메이라 두바이 타워즈
- 아랍 에미리트
  - 두바이
    - 아쿠아 두냐 테마 공원(두바이랜드의 일부)
    - 주메이라 비즈니스 베이 호텔
    - 주메이라 알 코르
    - 주메이라 데저트 펄 호텔
- 영국
  - 런던
    - 비텀 타워에 주메이라 호텔

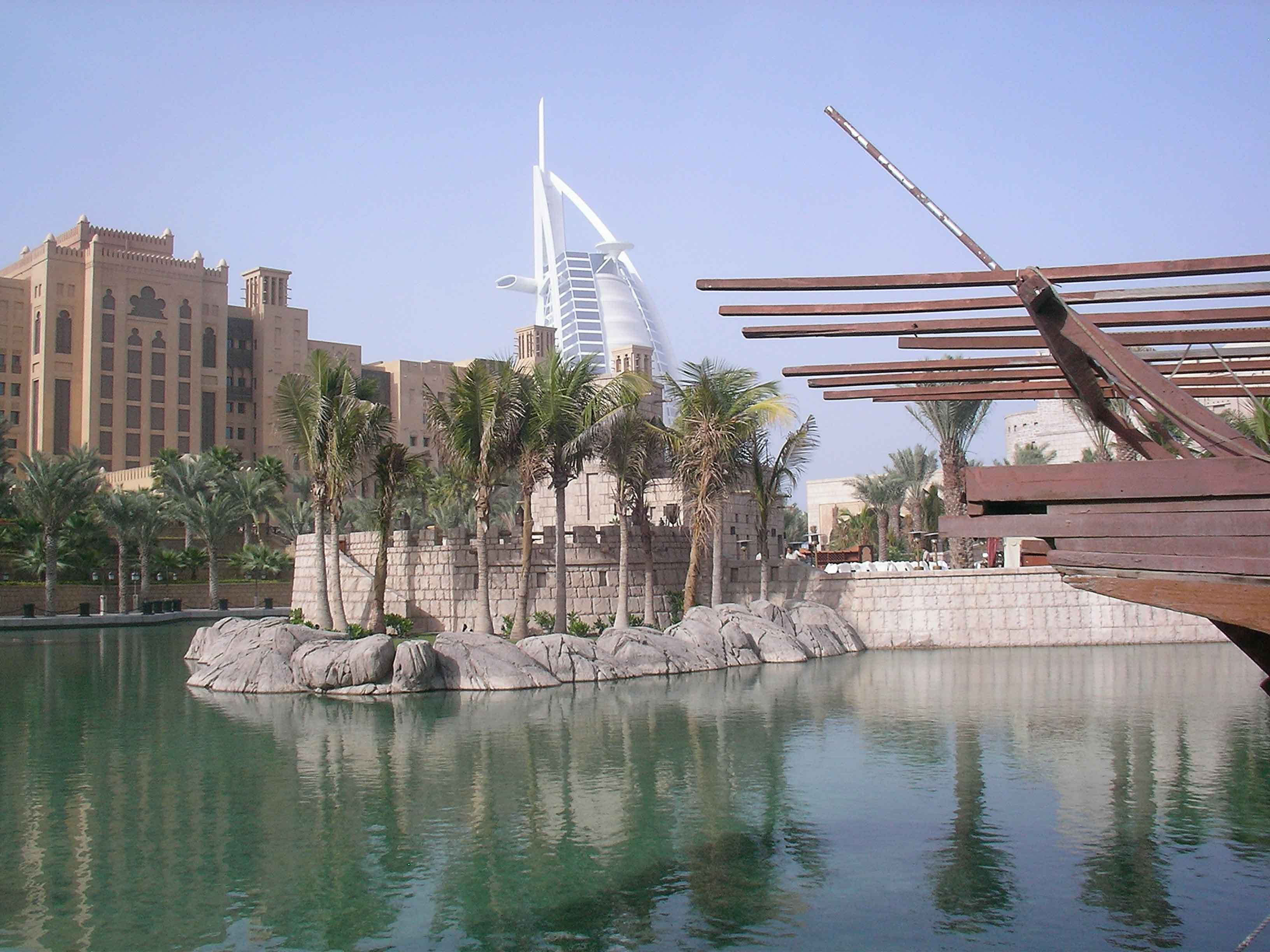
마디낫 주메이라
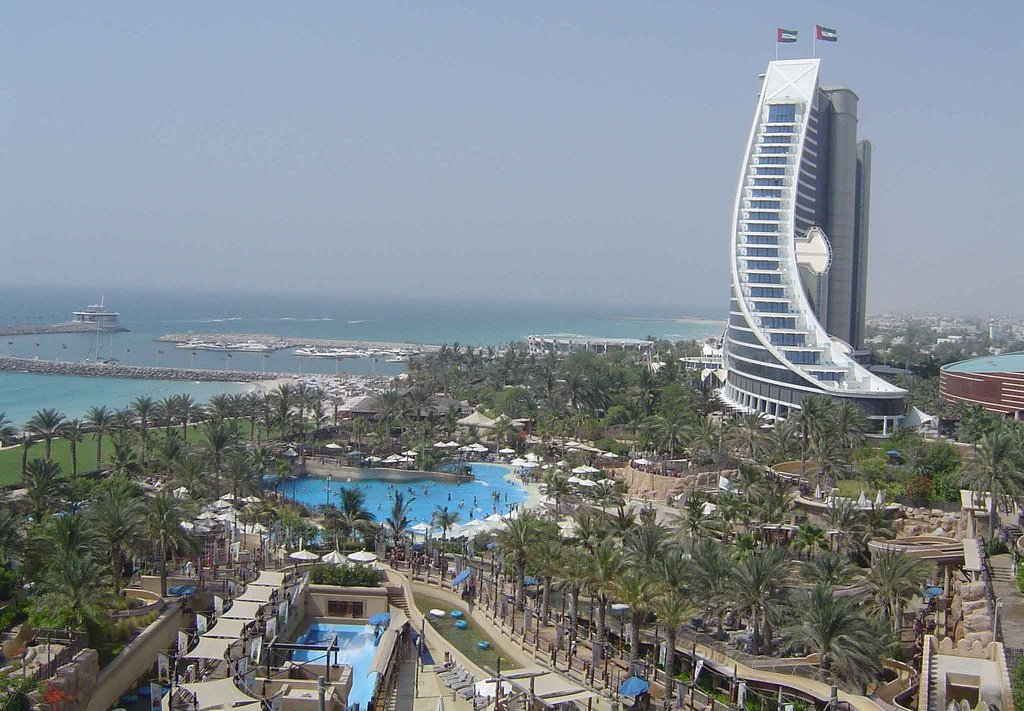
와일드 와디 워터 파크, 뒷편에 주메이라 비치 호텔이 보인다.